# Choerodon melanostigma
Choerodon melanostigma Fowler & Bean, 1928  è un pesce d'acqua salata appartenente alla famiglia Labridae.

## Distribuzione e habitat
Proviene dalle barriere coralline delle Filippine, nell'ovest dell'oceano Pacifico. Di solito nuota in acque abbastanza profonde, comprese tra 60 e 90 m di profondità.

## Descrizione
Il suo corpo è compresso lateralmente, prevalentemente grigiastro, e si distingue per la presenza di una banda scura sul dorso. È stato più volte confuso con il congenere C. jordani, e non sono note le sue dimensioni.

## Riproduzione
È oviparo e la fecondazione è esterna; non ci sono cure nei confronti delle uova.

## Conservazione
La lista rossa IUCN classifica questa specie come "a rischio minimo" (LC) perché nonostante il suo comportamento non sia noto e la sua biologia sia assai poco studiata, non sembra essere minacciata da particolari pericoli.